# Linggamulya
Linggamulya is een bestuurslaag in het regentschap Tasikmalaya van de provincie West-Java, Indonesië. Linggamulya telt 4072 inwoners (volkstelling 2010).